# Janduzaur
Janduzaur (Yandusaurus) – roślinożerny dinozaur ptasiomiedniczny, prawdopodobnie ornitopod, tradycyjnie zaliczany do (prawdopodobnie parafiletycznej) rodziny hipsylofodontów (Hypsilophodontidae). Obecnie do tego rodzaju zaliczany jest tylko jeden gatunek – Y. hongheensis; opisany w 1983 r. drugi gatunek, Y. multidens, obecnie zaliczany jest do odrębnego rodzaju Hexinlusaurus.
Żył w późnej jurze (oksford?) na terenach wschodniej Azji. Długość ciała ok. 2 m, wysokość ok. 70 cm, masa ok. 35 kg. Jego szczątki znaleziono w Chinach (w prowincji Syczuan). W każdej stopie miał po cztery palce, a w każdej ręce po pięć.